# Medalhistas olímpicos da luta livre

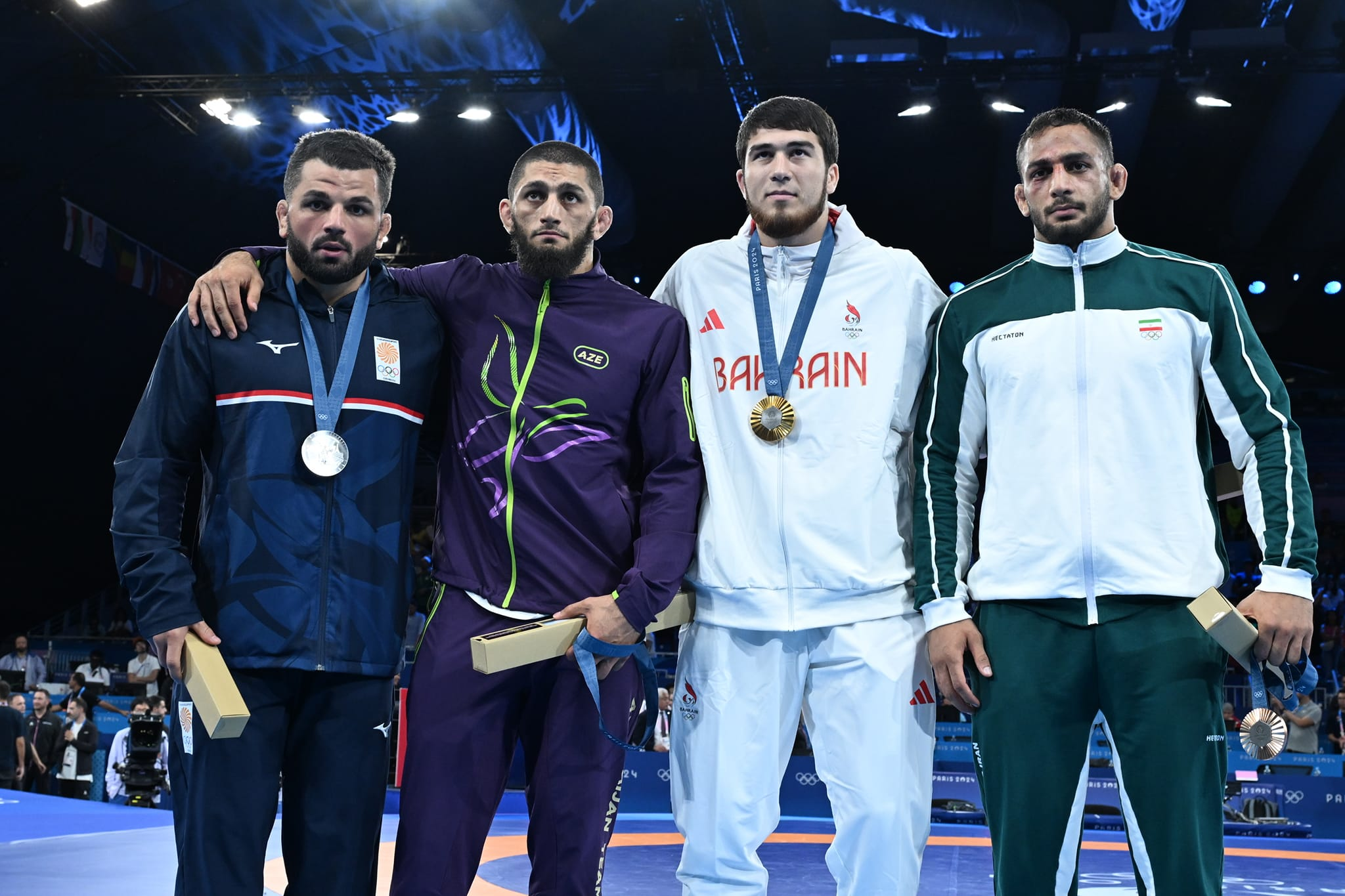
Medalhistas da categoria até 97 kg masculino da luta livre em Paris 2024

Esta é uma lista com os medalhistas olímpicos na luta livre.

## Eventos atuais

### Masculino

#### Peso galo
- –56,70 kg (1904)
- –54 kg (1908)
- –56 kg (1924–1936)
- –58 kg (2000)
- –55 kg (2004–2012)
- –57 kg (1948–1996, 2016–)

| Evento                           | Ouro                                  | Prata                                      | Bronze                                                           |
| -------------------------------- | ------------------------------------- | ------------------------------------------ | ---------------------------------------------------------------- |
| St. Louis 1904 (detalhes)        | Isidor Niflot USA Estados Unidos      | August Wester USA Estados Unidos           | Louis Strebler USA Estados Unidos                                |
| Londres 1908 (detalhes)          | George Mehnert USA Estados Unidos     | William Press GBR Grã-Bretanha             | Aubert Cote CAN Canadá                                           |
| Paris 1924 (detalhes)            | Kustaa Pihlajamäki FIN Finlândia      | Kaarlo Mäkinen FIN Finlândia               | Bryan Hines USA Estados Unidos                                   |
| Amsterdã 1928 (detalhes)         | Kaarlo Mäkinen FIN Finlândia          | Edmond Spapen BEL Bélgica                  | James Trifunov CAN Canadá                                        |
| Los Angeles 1932 (detalhes)      | Robert Pearce USA Estados Unidos      | Ödön Zombori HUN Hungria                   | Aatos Jaskari FIN Finlândia                                      |
| Berlim 1936 (detalhes)           | Ödön Zombori HUN Hungria              | Ross Flood USA Estados Unidos              | Johannes Herbert GER Alemanha                                    |
| Londres 1948 (detalhes)          | Nasuh Akar TUR Turquia                | Gerald Leeman USA Estados Unidos           | Charles Kouyos FRA França                                        |
| Helsinque 1952 (detalhes)        | Shohachi Ishii JPN Japão              | Rashid Mamedbekov URS União Soviética      | Khashaba Dadasaheb Jadhav IND Índia                              |
| Melbourne 1956 (detalhes)        | Mustafa Dağıstanlı TUR Turquia        | Mehdi Yaghoubi IRI Irã                     | Mikhail Shakhov URS União Soviética                              |
| Roma 1960 (detalhes)             | Terrence McCann USA Estados Unidos    | Nezhdet Zalev BUL Bulgária                 | Tadeusz Trojanowski POL Polônia                                  |
| Tóquio 1964 (detalhes)           | Yojiro Uetake JPN Japão               | Hüseyin Akbaş TUR Turquia                  | Aydin Ibragimov URS União Soviética                              |
| Cidade do México 1968 (detalhes) | Yojiro Uetake JPN Japão               | Donald Behm USA Estados Unidos             | Aboutaleb Talebi IRI Irã                                         |
| Munique 1972 (detalhes)          | Hideaki Yanagida JPN Japão            | Richard Sanders USA Estados Unidos         | László Klinga HUN Hungria                                        |
| Montreal 1976 (detalhes)         | Vladimir Yumin URS União Soviética    | Hans-Dieter Brüchert GDR Alemanha Oriental | Masao Arai JPN Japão                                             |
| Moscou 1980 (detalhes)           | Sergei Beloglazov URS União Soviética | Li Ho-pyong PRK Coreia do Norte            | Dugarsürengiin Oyuunbold MGL Mongólia                            |
| Los Angeles 1984 (detalhes)      | Hideaki Tomiyama JPN Japão            | Barry Davis USA Estados Unidos             | Kim Eui-kon KOR Coreia do Sul                                    |
| Seul 1988 (detalhes)             | Sergei Beloglazov URS União Soviética | Askari Mohammadian IRI Irã                 | Noh Kyung-sun KOR Coreia do Sul                                  |
| Barcelona 1992 (detalhes)        | Alejandro Puerto CUB Cuba             | Sergei Smal EUN Equipa Unificada           | Kim Yong-sik PRK Coreia do Norte                                 |
| Atlanta 1996 (detalhes)          | Kendall Cross USA Estados Unidos      | Guivi Sissaouri CAN Canadá                 | Ri Yong-sam PRK Coreia do Norte                                  |
| Sydney 2000 (detalhes)           | Alireza Dabir IRI Irã                 | Yevgen Buslovych UKR Ucrânia               | Terry Brands USA Estados Unidos                                  |
| Atenas 2004 (detalhes)           | Mavlet Batirov RUS Rússia             | Stephen Abas USA Estados Unidos            | Chikara Tanabe JPN Japão                                         |
| Pequim 2008 (detalhes)           | Henry Cejudo USA Estados Unidos       | Tomohiro Matsunaga JPN Japão               | Besik Kudukhov RUS Rússia Radoslav Velikov BUL Bulgária          |
| Londres 2012 (detalhes)          | Djamal Otarsultanov RUS Rússia        | Vladimer Khinchegashvili GEO Geórgia       | Yang Kyong-il PRK Coreia do Norte Shinichi Yumoto JPN Japão      |
| Rio 2016 (detalhes)              | Vladimer Khinchegashvili GEO Geórgia  | Rei Higuchi JPN Japão                      | Haji Aliyev AZE Azerbaijão Hassan Rahimi IRI Irã                 |
| Tóquio 2020 (detalhes)           | Zaur Uguev ROC                        | Ravi Kumar IND Índia                       | Nurislam Sanayev KAZ CazaquistãoThomas Gilman USA Estados Unidos |
| Paris 2024 (detalhes)            | Rei Higuchi JPN Japão                 | Spencer Lee USA Estados Unidos             | Aman Sehrawat IND ÍndiaGulomjon Abdullaev UZB Uzbequistão        |

#### Peso leve
- –65,77 kg (1904)
- –66,6 kg (1908)
- –67,5 kg (1920–1936)
- –67 kg (1948–1960)
- –70 kg (1964–1968)
- –68 kg (1972–1996)
- –69 kg (2000)
- –66 kg (2004–2012)
- –65 kg (2016–)

| Evento                           | Ouro                                  | Prata                                  | Bronze                                                     |
| -------------------------------- | ------------------------------------- | -------------------------------------- | ---------------------------------------------------------- |
| St. Louis 1904 (detalhes)        | Otto Roehm USA Estados Unidos         | Rudolph Tesing USA Estados Unidos      | Albert Zirkel USA Estados Unidos                           |
| Londres 1908 (detalhes)          | George de Relwyskow GBR Grã-Bretanha  | William Wood GBR Grã-Bretanha          | Albert Gingell GBR Grã-Bretanha                            |
| Antuérpia 1920 (detalhes)        | Kalle Anttila FIN Finlândia           | Gottfrid Svensson SWE Suécia           | Peter Wright GBR Grã-Bretanha                              |
| Paris 1924 (detalhes)            | Russell Vis USA Estados Unidos        | Volmar Wikström FIN Finlândia          | Arvo Haavisto FIN Finlândia                                |
| Amsterdã 1928 (detalhes)         | Osvald Käpp EST Estônia               | Charles Pacôme FRA França              | Eino Leino FIN Finlândia                                   |
| Los Angeles 1932 (detalhes)      | Charles Pacôme FRA França             | Károly Kárpáti HUN Hungria             | Gustaf Klarén SWE Suécia                                   |
| Berlim 1936 (detalhes)           | Károly Kárpáti HUN Hungria            | Wolfgang Ehrl GER Alemanha             | Hermanni Pihlajamäki FIN Finlândia                         |
| Londres 1948 (detalhes)          | Celal Atik TUR Turquia                | Gösta Frändfors SWE Suécia             | Hermann Baumann SUI Suíça                                  |
| Helsinque 1952 (detalhes)        | Olle Anderberg SWE Suécia             | Jay Thomas Evans USA Estados Unidos    | Tofigh Jahanbakht IRI Irã                                  |
| Melbourne 1956 (detalhes)        | Emam-Ali Habibi IRI Irã               | Shigeru Kasahara JPN Japão             | Alimbeg Bestayev URS União Soviética                       |
| Roma 1960 (detalhes)             | Shelby Wilson USA Estados Unidos      | Vladimir Synyavsky URS União Soviética | Enyu Valchev BUL Bulgária                                  |
| Tóquio 1964 (detalhes)           | Enyu Valchev BUL Bulgária             | Klaus Rost EUA Equipe Alemã Unida      | Iwao Horiuchi JPN Japão                                    |
| Cidade do México 1968 (detalhes) | Abdollah Movahed IRI Irã              | Enyu Valchev BUL Bulgária              | Danzandarjaagiin Sereeter MGL Mongólia                     |
| Munique 1972 (detalhes)          | Dan Gable USA Estados Unidos          | Kikuo Wada JPN Japão                   | Ruslan Ashuraliyev URS União Soviética                     |
| Montreal 1976 (detalhes)         | Pavel Pinigin URS União Soviética     | Lloyd Keaser USA Estados Unidos        | Yasaburo Sugawara JPN Japão                                |
| Moscou 1980 (detalhes)           | Saypulla Absaidov URS União Soviética | Ivan Yankov BUL Bulgária               | Šaban Sejdi YUG Iugoslávia                                 |
| Los Angeles 1984 (detalhes)      | You In-tak KOR Coreia do Sul          | Andrew Rein USA Estados Unidos         | Jukka Rauhala FIN Finlândia                                |
| Seul 1988 (detalhes)             | Arsen Fadzaev URS União Soviética     | Park Jang-soon KOR Coreia do Sul       | Nate Carr USA Estados Unidos                               |
| Barcelona 1992 (detalhes)        | Arsen Fadzaev EUN Equipa Unificada    | Valentin Getzov BUL Bulgária           | Kosei Akaishi JPN Japão                                    |
| Atlanta 1996 (detalhes)          | Vadim Bogiev RUS Rússia               | Townsend Saunders USA Estados Unidos   | Zaza Zazirov UKR Ucrânia                                   |
| Sydney 2000 (detalhes)           | Daniel Igali CAN Canadá               | Arsen Gitinov RUS Rússia               | Lincoln McIlravy USA Estados Unidos                        |
| Atenas 2004 (detalhes)           | Elbrus Tedeyev UKR Ucrânia            | Jamill Kelly USA Estados Unidos        | Makhach Murtazaliev RUS Rússia                             |
| Pequim 2008 (detalhes)           | Ramazan Şahin TUR Turquia             | Andriy Stadnik UKR Ucrânia             | Sushil Kumar IND Índia Otar Tushishvili GEO Geórgia        |
| Londres 2012 (detalhes)          | Tatsuhiro Yonemitsu JPN Japão         | Sushil Kumar IND Índia                 | Akzhurek Tanatarov KAZ Cazaquistão Liván López CUB Cuba    |
| Rio 2016 (detalhes)              | Soslan Ramonov RUS Rússia             | Toghrul Asgarov AZE Azerbaijão         | Frank Chamizo ITA Itália Ikhtiyor Navruzov UZB Uzbequistão |
| Tóquio 2020 (detalhes)           | Takuto Otoguro JPN Japão              | Haji Aliyev AZE Azerbaijão             | Gadzhimurad Rashidov ROC Bajrang Punia IND Índia           |
| Paris 2024 (detalhes)            | Kotaro Kiyooka JPN Japão              | Rahman Amouzad IRI Irã                 | Sebastian Rivera PUR Porto RicoIslam Dudaev ALB Albânia    |

#### Peso meio-médio
- –71,67 kg (1904)
- –72 kg (1924–1936)
- –73 kg (1948–1960)
- –78 kg (1964–1996)
- –76 kg (2000)
- –74 kg (2004–)

| Evento                           | Ouro                                | Prata                                         | Bronze                                                           |
| -------------------------------- | ----------------------------------- | --------------------------------------------- | ---------------------------------------------------------------- |
| St. Louis 1904 (detalhes)        | Charles Ericksen USA Estados Unidos | William Beckmann USA Estados Unidos           | Jerry Winholtz USA Estados Unidos                                |
| Paris 1924 (detalhes)            | Hermann Gehri SUI Suíça             | Eino Leino FIN Finlândia                      | Otto Müller SUI Suíça                                            |
| Amsterdã 1928 (detalhes)         | Arvo Haavisto FIN Finlândia         | Lloyd Appleton USA Estados Unidos             | Maurice Letchford CAN Canadá                                     |
| Los Angeles 1932 (detalhes)      | Jack van Bebber USA Estados Unidos  | Daniel MacDonald CAN Canadá                   | Eino Leino FIN Finlândia                                         |
| Berlim 1936 (detalhes)           | Frank Lewis USA Estados Unidos      | Thure Andersson SWE Suécia                    | Joseph Schleimer CAN Canadá                                      |
| Londres 1948 (detalhes)          | Yaşar Doğu TUR Turquia              | Richard Garrard AUS Austrália                 | Leland Merrill USA Estados Unidos                                |
| Helsinque 1952 (detalhes)        | William Smith USA Estados Unidos    | Per Berlin SWE Suécia                         | Abdollah Mojtabavi IRI Irã                                       |
| Melbourne 1956 (detalhes)        | Mitsuo Ikeda JPN Japão              | İbrahim Zengin TUR Turquia                    | Vakhtang Balavadze URS União Soviética                           |
| Roma 1960 (detalhes)             | Douglas Blubaugh USA Estados Unidos | İsmail Ogan TUR Turquia                       | Muhammed Bashir PAK Paquistão                                    |
| Tóquio 1964 (detalhes)           | İsmail Ogan TUR Turquia             | Guliko Sagaradze URS União Soviética          | Mohammad Ali Sanatkaran IRI Irã                                  |
| Cidade do México 1968 (detalhes) | Mahmut Atalay TUR Turquia           | Daniel Robin FRA França                       | Tömöriin Artag MGL Mongólia                                      |
| Munique 1972 (detalhes)          | Wayne Wells USA Estados Unidos      | Jan Karlsson SWE Suécia                       | Adolf Seger FRG Alemanha Ocidental                               |
| Montreal 1976 (detalhes)         | Jiichiro Date JPN Japão             | Mansour Barzegar IRI Irã                      | Stanley Dziedzic USA Estados Unidos                              |
| Moscou 1980 (detalhes)           | Valentin Raychev BUL Bulgária       | Jamtsyn Davaajav MGL Mongólia                 | Dan Karabin TCH Checoslováquia                                   |
| Los Angeles 1984 (detalhes)      | David Schultz USA Estados Unidos    | Martin Knosp FRG Alemanha Ocidental           | Šaban Sejdi YUG Iugoslávia                                       |
| Seul 1988 (detalhes)             | Kenny Monday USA Estados Unidos     | Adlan Varayev URS União Soviética             | Rahmat Sukra BUL Bulgária                                        |
| Barcelona 1992 (detalhes)        | Park Jang-soon KOR Coreia do Sul    | Kenny Monday USA Estados Unidos               | Amir Reza Khadem IRI Irã                                         |
| Atlanta 1996 (detalhes)          | Buvaisar Saitiev RUS Rússia         | Park Jang-soon KOR Coreia do Sul              | Takuya Ota JPN Japão                                             |
| Sydney 2000 (detalhes)           | Brandon Slay USA Estados Unidos     | Moon Eui-jae KOR Coreia do Sul                | Adem Bereket TUR Turquia                                         |
| Atenas 2004 (detalhes)           | Buvaisar Saitiev RUS Rússia         | Gennadiy Laliyev KAZ Cazaquistão              | Iván Fundora CUB Cuba                                            |
| Pequim 2008 (detalhes)           | Buvaisar Saitiev RUS Rússia         | Murad Gaidarov BLR Bielorrússia               | Kiril Terziev BUL Bulgária Gheorghiță Ștefan ROU Romênia         |
| Londres 2012 (detalhes)          | Jordan Burroughs USA Estados Unidos | Sadegh Goudarzi IRI Irã                       | Gábor Hatos HUN Hungria Denis Tsargush RUS Rússia                |
| Rio 2016 (detalhes)              | Hassan Yazdani IRI Irã              | Aniuar Geduev RUS Rússia                      | Jabrayil Hasanov AZE Azerbaijão Soner Demirtaş TUR Turquia       |
| Tóquio 2020 (detalhes)           | Zaurbek Sidakov ROC                 | Mahamedkhabib Kadzimahamedau BLR Bielorrússia | Kyle Dake USA Estados UnidosBekzod Abdurakhmonov UZB Uzbequistão |
| Paris 2024 (detalhes)            | Razambek Zhamalov UZB Uzbequistão   | Daichi Takatani JPN Japão                     | Kyle Dake USA Estados UnidosChermen Valiev ALB Albânia           |

#### Peso médio
- –73 kg (1908)
- –75 kg (1920)
- –79 kg (1924–1960)
- –87 kg (1964–1968)
- –82 kg (1972–1996)
- –85 kg (2000)
- –84 kg (2004–2012)
- –86 kg (2016–)

| Evento                           | Ouro                                   | Prata                                     | Bronze                                                      |
| -------------------------------- | -------------------------------------- | ----------------------------------------- | ----------------------------------------------------------- |
| Londres 1908 (detalhes)          | Stanley Bacon GBR Grã-Bretanha         | George de Relwyskow GBR Grã-Bretanha      | Frederick Beck GBR Grã-Bretanha                             |
| Antuérpia 1920 (detalhes)        | Eino Leino FIN Finlândia               | Väinö Penttala FIN Finlândia              | Charles Johnson USA Estados Unidos                          |
| Paris 1924 (detalhes)            | Fritz Hagmann SUI Suíça                | Pierre Ollivier BEL Bélgica               | Vilho Pekkala FIN Finlândia                                 |
| Amsterdã 1928 (detalhes)         | Ernst Kyburz SUI Suíça                 | Donald Stockton CAN Canadá                | Samuel Rabin GBR Grã-Bretanha                               |
| Los Angeles 1932 (detalhes)      | Ivar Johansson SWE Suécia              | Kyösti Luukko FIN Finlândia               | József Tunyogi HUN Hungria                                  |
| Berlim 1936 (detalhes)           | Émile Poilvé FRA França                | Richard Voliva USA Estados Unidos         | Ahmet Kireççi TUR Turquia                                   |
| Londres 1948 (detalhes)          | Glen Brand USA Estados Unidos          | Adil Candemir TUR Turquia                 | Erik Lindén SWE Suécia                                      |
| Helsinque 1952 (detalhes)        | David Tsimakuridze URS União Soviética | Gholamreza Takhti IRI Irã                 | György Gurics HUN Hungria                                   |
| Melbourne 1956 (detalhes)        | Nikola Stanchev BUL Bulgária           | Daniel Hodge USA Estados Unidos           | Georgi Skhirtladze URS União Soviética                      |
| Roma 1960 (detalhes)             | Hasan Güngör TUR Turquia               | Georgy Skhirtladze URS União Soviética    | Hans Antonsson SWE Suécia                                   |
| Tóquio 1964 (detalhes)           | Prodan Gardzhev BUL Bulgária           | Hasan Güngör TUR Turquia                  | Daniel Brand USA Estados Unidos                             |
| Cidade do México 1968 (detalhes) | Boris Gurevich URS União Soviética     | Jigjidiin Mönkhbat MGL Mongólia           | Prodan Gardzhev BUL Bulgária                                |
| Munique 1972 (detalhes)          | Levan Tediashvili URS União Soviética  | John Peterson USA Estados Unidos          | Vasile Iorga ROU Romênia                                    |
| Montreal 1976 (detalhes)         | John Peterson USA Estados Unidos       | Viktor Novozhilov URS União Soviética     | Adolf Seger FRG Alemanha Ocidental                          |
| Moscou 1980 (detalhes)           | Ismail Abilov BUL Bulgária             | Magomedkhan Aratsilov URS União Soviética | István Kovács HUN Hungria                                   |
| Los Angeles 1984 (detalhes)      | Mark Schultz USA Estados Unidos        | Hideyuki Nagashima JPN Japão              | Christopher Rinke CAN Canadá                                |
| Seul 1988 (detalhes)             | Han Myung-woo KOR Coreia do Sul        | Necmi Gençalp TUR Turquia                 | Jozef Lohyňa TCH Checoslováquia                             |
| Barcelona 1992 (detalhes)        | Kevin Jackson USA Estados Unidos       | Elmadi Jabrailov EUN Equipa Unificada     | Rasoul Khadem IRI Irã                                       |
| Atlanta 1996 (detalhes)          | Khadzhimurad Magomedov RUS Rússia      | Yang Hyun-mo KOR Coreia do Sul            | Amir Reza Khadem IRI Irã                                    |
| Sydney 2000 (detalhes)           | Adam Saitiev RUS Rússia                | Yoel Romero CUB Cuba                      | Mogamed Ibragimov MKD República da Macedônia                |
| Atenas 2004 (detalhes)           | Cael Sanderson USA Estados Unidos      | Moon Eui-jae KOR Coreia do Sul            | Sazhid Sazhidov RUS Rússia                                  |
| Pequim 2008 (detalhes)           | Revaz Mindorashvili GEO Geórgia        | Yusup Abdusalomov TJK Tajiquistão         | Taras Danko UKR Ucrânia Georgy Ketoyev RUS Rússia           |
| Londres 2012 (detalhes)          | Sharif Sharifov AZE Azerbaijão         | Jaime Espinal PUR Porto Rico              | Dato Marsagishvili GEO Geórgia Ehsan Lashgari IRI Irã       |
| Rio 2016 (detalhes)              | Abdulrashid Sadulaev RUS Rússia        | Selim Yaşar TUR Turquia                   | Sharif Sharifov AZE Azerbaijão J'den Cox USA Estados Unidos |
| Tóquio 2020 (detalhes)           | David Taylor USA Estados Unidos        | Hassan Yazdani IRI Irã                    | Artur Naifonov ROC Myles Amine SMR San Marino               |
| Paris 2024 (detalhes)            | Magomed Ramazanov BUL Bulgária         | Hassan Yazdani IRI Irã                    | Aaron Brooks USA Estados UnidosDauren Kurugliev GRE Grécia  |

#### Peso pesado
- +71,67 kg (1904)
- +73 kg (1908)
- +82,5 kg (1920)
- +87 kg (1924–1960)
- +97 kg (1964–1968)
- –100 kg (1972–1996)
- –96 kg (2004–2012)
- –97 kg (2000, 2016–)

| Evento                           | Ouro                                     | Prata                                 | Bronze                                                          |
| -------------------------------- | ---------------------------------------- | ------------------------------------- | --------------------------------------------------------------- |
| St. Louis 1904 (detalhes)        | Bernhoff Hansen USA Estados Unidos       | Frank Kugler USA Estados Unidos       | Fred Warmbold USA Estados Unidos                                |
| Londres 1908 (detalhes)          | Con O'Kelly GBR Grã-Bretanha             | Jacob Gundersen NOR Noruega           | Edward Barrett GBR Grã-Bretanha                                 |
| Antuérpia 1920 (detalhes)        | Robert Roth SUI Suíça                    | Nat Pendleton USA Estados Unidos      | Fred Meyer USA Estados UnidosErnst Nilsson SWE Suécia           |
| Paris 1924 (detalhes)            | Harry Steel USA Estados Unidos           | Henri Wernli SUI Suíça                | Andrew McDonald GBR Grã-Bretanha                                |
| Amsterdã 1928 (detalhes)         | Johan Richthoff SWE Suécia               | Aukusti Sihvola FIN Finlândia         | Edmond Dame FRA França                                          |
| Los Angeles 1932 (detalhes)      | Johan Richthoff SWE Suécia               | John Riley USA Estados Unidos         | Nickolaus Hirschl AUT Áustria                                   |
| Berlim 1936 (detalhes)           | Kristjan Palusalu EST Estônia            | Josef Klapuch TCH Checoslováquia      | Hjalmar Nyström FIN Finlândia                                   |
| Londres 1948 (detalhes)          | Gyula Bóbis HUN Hungria                  | Bertil Antonsson SWE Suécia           | Jim Armstrong AUS Austrália                                     |
| Helsinque 1952 (detalhes)        | Arsen Mekokishvili URS União Soviética   | Bertil Antonsson SWE Suécia           | Kenneth Richmond GBR Grã-Bretanha                               |
| Melbourne 1956 (detalhes)        | Hamit Kaplan TUR Turquia                 | Hussein Mehmedov BUL Bulgária         | Taisto Kangasniemi FIN Finlândia                                |
| Roma 1960 (detalhes)             | Wilfried Dietrich EUA Equipe Alemã Unida | Hamit Kaplan TUR Turquia              | Savkuds Dzarasov URS União Soviética                            |
| Tóquio 1964 (detalhes)           | Aleksandr Ivanitsky URS União Soviética  | Lyutvi Ahmedov BUL Bulgária           | Hamit Kaplan TUR Turquia                                        |
| Cidade do México 1968 (detalhes) | Aleksandr Medved URS União Soviética     | Osman Duraliev BUL Bulgária           | Wilfried Dietrich FRG Alemanha Ocidental                        |
| Munique 1972 (detalhes)          | Ivan Yarygin URS União Soviética         | Khorloogiin Bayanmönkh MGL Mongólia   | József Csatári HUN Hungria                                      |
| Montreal 1976 (detalhes)         | Ivan Yarygin URS União Soviética         | Russell Hellickson USA Estados Unidos | Dimo Kostov BUL Bulgária                                        |
| Moscou 1980 (detalhes)           | Ilya Mate URS União Soviética            | Slavcho Chervenkov BUL Bulgária       | Július Strnisko TCH Checoslováquia                              |
| Los Angeles 1984 (detalhes)      | Lou Banach USA Estados Unidos            | Joseph Atiyeh SYR Síria               | Vasile Pușcașu ROU Romênia                                      |
| Seul 1988 (detalhes)             | Vasile Pușcașu ROU Romênia               | Leri Khabelov URS União Soviética     | William Scherr USA Estados Unidos                               |
| Barcelona 1992 (detalhes)        | Leri Khabelov EUN Equipa Unificada       | Heiko Balz GER Alemanha               | Ali Kayalı TUR Turquia                                          |
| Atlanta 1996 (detalhes)          | Kurt Angle USA Estados Unidos            | Abbas Jadidi IRI Irã                  | Arawat Sabejew GER Alemanha                                     |
| Sydney 2000 (detalhes)           | Sagid Murtazaliev RUS Rússia             | Islam Bairamukov KAZ Cazaquistão      | Eldar Kurtanidze GEO Geórgia                                    |
| Atenas 2004 (detalhes)           | Khadjimourat Gatsalov RUS Rússia         | Magomed A. Ibragimov UZB Uzbequistão  | Alireza Heidari IRI Irã                                         |
| Pequim 2008 (detalhes)           | Shirvani Muradov RUS Rússia              | Giorgi Gogshelidze GEO Geórgia        | Michel Batista CUB Cuba Khetag Gazyumov AZE Azerbaijão          |
| Londres 2012 (detalhes)          | Jake Varner USA Estados Unidos           | Valerii Andriitsev UKR Ucrânia        | Giorgi Gogshelidze GEO Geórgia Khetag Gazyumov AZE Azerbaijão   |
| Rio 2016 (detalhes)              | Kyle Snyder USA Estados Unidos           | Khetag Gazyumov AZE Azerbaijão        | Albert Saritov ROU Romênia Magomed I. Ibragimov UZB Uzbequistão |
| Tóquio 2020 (detalhes)           | Abdulrashid Sadulaev ROC                 | Kyle Snyder USA Estados Unidos        | Reineris Salas CUB CubaAbraham Conyedo ITA Itália               |
| Paris 2024 (detalhes)            | Akhmed Tazhudinov BRN Bahrein            | Givi Matcharashvili GEO Geórgia       | Magomedkhan Magomedov AZE AzerbaijãoAmir Ali Azarpira IRI Irã   |

#### Peso superpesado
- +100 kg (1972–1984)
- –130 kg (1988–2000)
- –120 kg (2004–2012)
- –125 kg (2016–)

| Evento                      | Ouro                                            | Prata                                | Bronze                                                             |
| --------------------------- | ----------------------------------------------- | ------------------------------------ | ------------------------------------------------------------------ |
| Munique 1972 (detalhes)     | Aleksandr Medved URS União Soviética            | Osman Duraliev BUL Bulgária          | Chris Taylor USA Estados Unidos                                    |
| Montreal 1976 (detalhes)    | Soslan Andiyev URS União Soviética              | József Balla HUN Hungria             | Ladislau Șimon ROU Romênia                                         |
| Moscou 1980 (detalhes)      | Soslan Andiyev URS União Soviética              | József Balla HUN Hungria             | Adam Sandurski POL Polônia                                         |
| Los Angeles 1984 (detalhes) | Bruce Baumgartner USA Estados Unidos            | Robert Molle CAN Canadá              | Ayhan Taşkın TUR Turquia                                           |
| Seul 1988 (detalhes)        | David Gobejishvili URS União Soviética          | Bruce Baumgartner USA Estados Unidos | Andreas Schröder GDR Alemanha Oriental                             |
| Barcelona 1992 (detalhes)   | Bruce Baumgartner USA Estados Unidos            | Jeffrey Thue CAN Canadá              | David Gobejishvili EUN Equipa Unificada                            |
| Atlanta 1996 (detalhes)     | Mahmut Demir TUR Turquia                        | Aleksey Medvedev BLR Bielorrússia    | Bruce Baumgartner USA Estados Unidos                               |
| Sydney 2000 (detalhes)      | David Musulbes RUS Rússia                       | Artur Taymazov UZB Uzbequistão       | Alexis Rodríguez CUB Cuba                                          |
| Atenas 2004 (detalhes)      | Artur Taymazov UZB Uzbequistão                  | Alireza Rezaei IRI Irã               | Aydın Polatçı TUR Turquia                                          |
| Pequim 2008 (detalhes)      | Bakhtiyar Akhmedov RUS Rússia                   | David Musulbes SVK Eslováquia        | Disney Rodríguez CUB Cuba Marid Mutalimov KAZ Cazaquistão          |
| Londres 2012 (detalhes)     | Komeil Ghasemi IRI Irã Bilyal Makhov RUS Rússia | nenhum                               | Tervel Dlagnev USA Estados Unidos Daulet Shabanbay KAZ Cazaquistão |
| Rio 2016 (detalhes)         | Taha Akgül TUR Turquia                          | Komeil Ghasemi IRI Irã               | Ibrahim Saidau BLR Bielorrússia Geno Petriashvili GEO Geórgia      |
| Tóquio 2020 (detalhes)      | Gable Steveson USA Estados Unidos               | Geno Petriashvili GEO Geórgia        | Amir Hossein Zare IRI IrãTaha Akgül TUR Turquia                    |
| Paris 2024 (detalhes)       | Geno Petriashvili GEO Geórgia                   | Amir Hossein Zare IRI Irã            | Taha Akgül TUR TurquiaGiorgi Meshvildishvili AZE Azerbaijão        |

### Feminino

#### Peso mosca
- –48 kg (2004–2016)
- –50 kg (2020–)

| Evento                  | Ouro                                 | Prata                         | Bronze                                                            |
| ----------------------- | ------------------------------------ | ----------------------------- | ----------------------------------------------------------------- |
| Atenas 2004 (detalhes)  | Irina Merleni UKR Ucrânia            | Chiharu Icho JPN Japão        | Patricia Miranda USA Estados Unidos                               |
| Pequim 2008 (detalhes)  | Carol Huynh CAN Canadá               | Chiharu Icho JPN Japão        | Mariya Stadnik AZE Azerbaijão Irina Merleni UKR Ucrânia           |
| Londres 2012 (detalhes) | Hitomi Obara JPN Japão               | Mariya Stadnik AZE Azerbaijão | Clarissa Chun USA Estados Unidos Carol Huynh CAN Canadá           |
| Rio 2016 (detalhes)     | Eri Tosaka JPN Japão                 | Mariya Stadnik AZE Azerbaijão | Sun Yanan CHN China Elitsa Yankova BUL Bulgária                   |
| Tóquio 2020 (detalhes)  | Yui Susaki JPN Japão                 | Sun Yanan CHN China           | Mariya Stadnik AZE AzerbaijãoSarah Hildebrandt USA Estados Unidos |
| Paris 2024 (detalhes)   | Sarah Hildebrandt USA Estados Unidos | Yusneylys Guzmán CUB Cuba     | Yui Susaki JPN JapãoFeng Ziqi CHN China                           |

#### Peso galo
- –53 kg (2016–)

| Evento                 | Ouro                              | Prata                   | Bronze                                                                   |
| ---------------------- | --------------------------------- | ----------------------- | ------------------------------------------------------------------------ |
| Rio 2016 (detalhes)    | Helen Maroulis USA Estados Unidos | Saori Yoshida JPN Japão | Nataliya Synyshyn AZE Azerbaijão Sofia Mattsson SWE Suécia               |
| Tóquio 2020 (detalhes) | Mayu Mukaida JPN Japão            | Pang Qianyu CHN China   | Vanesa Kaladzinskaya BLR BielorrússiaBat-Ochiryn Bolortuyaa MGL Mongólia |
| Paris 2024 (detalhes)  | Akari Fujinami JPN Japão          | Lucía Yépez ECU Equador | Choe Hyo-gyong PRK Coreia do NortePang Qianyu CHN China                  |

#### Peso leve
- –55 kg (2004–2012)
- –58 kg (2016)
- –57 kg (2020–)

| Evento                  | Ouro                      | Prata                             | Bronze                                                          |
| ----------------------- | ------------------------- | --------------------------------- | --------------------------------------------------------------- |
| Atenas 2004 (detalhes)  | Saori Yoshida JPN Japão   | Tonya Verbeek CAN Canadá          | Anna Gomis FRA França                                           |
| Pequim 2008 (detalhes)  | Saori Yoshida JPN Japão   | Xu Li CHN China                   | Tonya Verbeek CAN Canadá Jackeline Rentería COL Colômbia        |
| Londres 2012 (detalhes) | Saori Yoshida JPN Japão   | Tonya Verbeek CAN Canadá          | Jackeline Rentería COL Colômbia Yuliya Ratkevich AZE Azerbaijão |
| Rio 2016 (detalhes)     | Kaori Icho JPN Japão      | Valeria Koblova RUS Rússia        | Marwa Amri TUN Tunísia Sakshi Malik IND Índia                   |
| Tóquio 2020 (detalhes)  | Risako Kawai JPN Japão    | Iryna Kurachkina BLR Bielorrússia | Helen Maroulis USA Estados UnidosEvelina Nikolova BUL Bulgária  |
| Paris 2024 (detalhes)   | Tsugumi Sakurai JPN Japão | Anastasia Nichita MDA Moldávia    | Helen Maroulis USA Estados UnidosHong Kexin CHN China           |

#### Peso meio-médio
- –63 kg (2016)
- –62 kg (2020–)

| Evento                 | Ouro                    | Prata                              | Bronze                                                           |
| ---------------------- | ----------------------- | ---------------------------------- | ---------------------------------------------------------------- |
| Rio 2016 (detalhes)    | Risako Kawai JPN Japão  | Maryia Mamashuk BLR Bielorrússia   | Yekaterina Larionova KAZ Cazaquistão Monika Michalik POL Polônia |
| Tóquio 2020 (detalhes) | Yukako Kawai JPN Japão  | Aisuluu Tynybekova KGZ Quirguistão | Iryna Koliadenko UKR UcrâniaTaybe Yusein BUL Bulgária            |
| Paris 2024 (detalhes)  | Sakura Motoki JPN Japão | Iryna Koliadenko UKR Ucrânia       | Aisuluu Tynybekova KGZ QuirguistãoGrace Bullen NOR Noruega       |

#### Peso médio
- –63 kg (2004–2012)
- –69 kg (2016)
- –68 kg (2020–)

| Evento                  | Ouro                             | Prata                                | Bronze                                                           |
| ----------------------- | -------------------------------- | ------------------------------------ | ---------------------------------------------------------------- |
| Atenas 2004 (detalhes)  | Kaori Icho JPN Japão             | Sara McMann USA Estados Unidos       | Lise Legrand FRA França                                          |
| Pequim 2008 (detalhes)  | Kaori Icho JPN Japão             | Alena Kartashova RUS Rússia          | Randi Miller USA Estados Unidos Yelena Shalygina KAZ Cazaquistão |
| Londres 2012 (detalhes) | Kaori Icho JPN Japão             | Jing Ruixue CHN China                | Lubov Volosova RUS Rússia Soronzonboldyn Battsetseg MGL Mongólia |
| Rio 2016 (detalhes)     | Sara Dosho JPN Japão             | Nataliya Vorobyova RUS Rússia        | Elmira Syzdykova KAZ Cazaquistão Jenny Fransson SWE Suécia       |
| Tóquio 2020 (detalhes)  | Tamyra Mensah USA Estados Unidos | Blessing Oborududu NGR Nigéria       | Alla Cherkasova UKR UcrâniaMeerim Zhumanazarova KGZ Quirguistão  |
| Paris 2024 (detalhes)   | Amit Elor USA Estados Unidos     | Meerim Zhumanazarova KGZ Quirguistão | Buse Tosun Çavuşoğlu TUR TurquiaNonoka Ozaki JPN Japão           |

#### Peso pesado
- –72 kg (2004–2012)
- –75 kg (2016)
- –76 kg (2020–)

| Evento                  | Ouro                             | Prata                             | Bronze                                                    |
| ----------------------- | -------------------------------- | --------------------------------- | --------------------------------------------------------- |
| Atenas 2004 (detalhes)  | Wang Xu CHN China                | Guzel Manyurova RUS Rússia        | Kyoko Hamaguchi JPN Japão                                 |
| Pequim 2008 (detalhes)  | Wang Jiao CHN China              | Stanka Zlateva BUL Bulgária       | Kyoko Hamaguchi JPN Japão Agnieszka Wieszczek POL Polônia |
| Londres 2012 (detalhes) | Natalia Vorobieva RUS Rússia     | Stanka Zlateva BUL Bulgária       | Guzel Manyurova KAZ Cazaquistão Maider Unda ESP Espanha   |
| Rio 2016 (detalhes)     | Erica Wiebe CAN Canadá           | Guzel Manyurova KAZ Cazaquistão   | Zhang Fengliu CHN China Ekaterina Bukina RUS Rússia       |
| Tóquio 2020 (detalhes)  | Aline Rotter-Focken GER Alemanha | Adeline Gray USA Estados Unidos   | Yasemin Adar TUR TurquiaZhou Qian CHN China               |
| Paris 2024 (detalhes)   | Yuka Kagami JPN Japão            | Kennedy Blades USA Estados Unidos | Milaimys Marín CUB CubaTatiana Rentería COL Colômbia      |

## Eventos passados

### Masculino

#### Peso mosca-ligeiro
- –47,6 kg (1904)
- –48 kg (1972–1996)

| Evento                      | Ouro                                | Prata                               | Bronze                                  |
| --------------------------- | ----------------------------------- | ----------------------------------- | --------------------------------------- |
| St. Louis 1904 (detalhes)   | Robert Curry USA Estados Unidos     | John Hein USA Estados Unidos        | Gustav Thiefenthaler USA Estados Unidos |
| Munique 1972 (detalhes)     | Roman Dmitriyev URS União Soviética | Ognyan Nikolov BUL Bulgária         | Ebrahim Javadi IRI Irã                  |
| Montreal 1976 (detalhes)    | Hasan Isaev BUL Bulgária            | Roman Dmitriyev URS União Soviética | Akira Kudo JPN Japão                    |
| Moscou 1980 (detalhes)      | Claudio Pollio ITA Itália           | Jang Se-hong PRK Coreia do Norte    | Sergei Kornilayev URS União Soviética   |
| Los Angeles 1984 (detalhes) | Bobby Weaver USA Estados Unidos     | Takashi Irie JPN Japão              | Son Gab-do KOR Coreia do Sul            |
| Seul 1988 (detalhes)        | Takashi Kobayashi JPN Japão         | Ivan Tzonov BUL Bulgária            | Sergei Karamchakov URS União Soviética  |
| Barcelona 1992 (detalhes)   | Kim Il PRK Coreia do Norte          | Kim Jong-shin KOR Coreia do Sul     | Vougar Oroudjov EUN Equipa Unificada    |
| Atlanta 1996 (detalhes)     | Kim Il PRK Coreia do Norte          | Armen Mkertchian ARM Armênia        | Alexis Vila CUB Cuba                    |

#### Peso mosca
- –52,16 kg (1904)
- –52 kg (1948–1996)
- –54 kg (2000)

| Evento                           | Ouro                                       | Prata                                   | Bronze                                  |
| -------------------------------- | ------------------------------------------ | --------------------------------------- | --------------------------------------- |
| St. Louis 1904 (detalhes)        | George Mehnert USA Estados Unidos          | Gustave Bauer USA Estados Unidos        | William Nelson USA Estados Unidos       |
| Londres 1948 (detalhes)          | Lennart Viitala FIN Finlândia              | Halit Balamir TUR Turquia               | Thure Johansson SWE Suécia              |
| Helsinque 1952 (detalhes)        | Hasan Gemici TUR Turquia                   | Yushu Kitano JPN Japão                  | Mahmoud Mollaghasemi IRI Irã            |
| Melbourne 1956 (detalhes)        | Mirian Tsalkalamanidze URS União Soviética | Mohammad Ali Khojastehpour IRI Irã      | Hüseyin Akbaş TUR Turquia               |
| Roma 1960 (detalhes)             | Ahmet Bilek TUR Turquia                    | Masayuki Matsubara JPN Japão            | Ebrahim Seifpour IRI Irã                |
| Tóquio 1964 (detalhes)           | Yoshikatsu Yoshida JPN Japão               | Chang Chang-sun KOR Coreia do Sul       | Ali Akbar Heidari IRI Irã               |
| Cidade do México 1968 (detalhes) | Shigeo Nakata JPN Japão                    | Richard Sanders USA Estados Unidos      | Chimedbazaryn Damdinsharav MGL Mongólia |
| Munique 1972 (detalhes)          | Kiyomi Kato JPN Japão                      | Arsen Alakhverdiyev URS União Soviética | Kim Gwong-hyong PRK Coreia do Norte     |
| Montreal 1976 (detalhes)         | Yuji Takada JPN Japão                      | Alexander Ivanov URS União Soviética    | Jeon Hae-sup KOR Coreia do Sul          |
| Moscou 1980 (detalhes)           | Anatoli Beloglazov URS União Soviética     | Wladyslaw Stecyk POL Polônia            | Nermedin Selimov BUL Bulgária           |
| Los Angeles 1984 (detalhes)      | Shaban Tërstena YUG Iugoslávia             | Kim Jong-kyu KOR Coreia do Sul          | Yuji Takada JPN Japão                   |
| Seul 1988 (detalhes)             | Mitsuru Sato JPN Japão                     | Shaban Tërstena YUG Iugoslávia          | Vladimir Toguzov URS União Soviética    |
| Barcelona 1992 (detalhes)        | Li Hak-son PRK Coreia do Norte             | Zeke Jones USA Estados Unidos           | Valentin Yordanov BUL Bulgária          |
| Atlanta 1996 (detalhes)          | Valentin Yordanov BUL Bulgária             | Namig Abdullayev AZE Azerbaijão         | Maulen Mamyrov KAZ Cazaquistão          |
| Sydney 2000 (detalhes)           | Namig Abdullayev AZE Azerbaijão            | Sammie Henson USA Estados Unidos        | Amiran Kardanov GRE Grécia              |

#### Peso pena
- –61,33 kg (1904)
- –60,30 kg (1908)
- –61 kg (1920–1936)
- –62 kg (1972–1996)
- –63 kg (1948–1968, 2000)
- –60 kg (2004–2012)

| Evento                           | Ouro                                     | Prata                                | Bronze                                                    |
| -------------------------------- | ---------------------------------------- | ------------------------------------ | --------------------------------------------------------- |
| St. Louis 1904 (detalhes)        | Benjamin Bradshaw USA Estados Unidos     | Theodore McLear USA Estados Unidos   | Charles Clapper USA Estados Unidos                        |
| Londres 1908 (detalhes)          | George Dole USA Estados Unidos           | James Slim GBR Grã-Bretanha          | William McKie GBR Grã-Bretanha                            |
| Antuérpia 1920 (detalhes)        | Charles Ackerly USA Estados Unidos       | Samuel Gerson USA Estados Unidos     | Philip Bernard GBR Grã-Bretanha                           |
| Paris 1924 (detalhes)            | Robin Reed USA Estados Unidos            | Chester Newton USA Estados Unidos    | Katsutoshi Naito JPN Japão                                |
| Amsterdã 1928 (detalhes)         | Allie Morrison USA Estados Unidos        | Kustaa Pihlajamäki FIN Finlândia     | Hans Minder SUI Suíça                                     |
| Los Angeles 1932 (detalhes)      | Hermanni Pihlajamäki FIN Finlândia       | Edgar Nemir USA Estados Unidos       | Einar Karlsson SWE Suécia                                 |
| Berlim 1936 (detalhes)           | Kustaa Pihlajamäki FIN Finlândia         | Francis Millard USA Estados Unidos   | Gösta Frändfors SWE Suécia                                |
| Londres 1948 (detalhes)          | Gazanfer Bilge TUR Turquia               | Ivar Sjölin SWE Suécia               | Adolf Müller SUI Suíça                                    |
| Helsinque 1952 (detalhes)        | Bayram Şit TUR Turquia                   | Nasser Givehchi IRI Irã              | Josiah Henson USA Estados Unidos                          |
| Melbourne 1956 (detalhes)        | Shozo Sasahara JPN Japão                 | Joseph Mewis BEL Bélgica             | Erkki Penttilä FIN Finlândia                              |
| Roma 1960 (detalhes)             | Mustafa Dağıstanlı TUR Turquia           | Stancho Kolev BUL Bulgária           | Vladimir Rubashvili URS União Soviética                   |
| Tóquio 1964 (detalhes)           | Osamu Watanabe JPN Japão                 | Stancho Kolev BUL Bulgária           | Nodar Khokhashvili URS União Soviética                    |
| Cidade do México 1968 (detalhes) | Masaaki Kaneko JPN Japão                 | Enyu Todorov BUL Bulgária            | Shamseddin Seyed-Abbasi IRI Irã                           |
| Munique 1972 (detalhes)          | Zagalav Abdulbekov URS União Soviética   | Vehbi Akdağ TUR Turquia              | Ivan Krastev BUL Bulgária                                 |
| Montreal 1976 (detalhes)         | Yang Jung-mo KOR Coreia do Sul           | Zevegiin Oidov MGL Mongólia          | Gene Davis USA Estados Unidos                             |
| Moscou 1980 (detalhes)           | Magomedgasan Abushev URS União Soviética | Miho Dukov BUL Bulgária              | Georgios Hatziioannidis GRE Grécia                        |
| Los Angeles 1984 (detalhes)      | Randall Lewis USA Estados Unidos         | Kosei Akaishi JPN Japão              | Lee Jung-keun KOR Coreia do Sul                           |
| Seul 1988 (detalhes)             | John Smith USA Estados Unidos            | Stepan Sarkisyan URS União Soviética | Simeon Shterev BUL Bulgária                               |
| Barcelona 1992 (detalhes)        | John Smith USA Estados Unidos            | Askari Mohammadian IRI Irã           | Lázaro Reinoso CUB Cuba                                   |
| Atlanta 1996 (detalhes)          | Tom Brands USA Estados Unidos            | Jang Jae-sung KOR Coreia do Sul      | Elbrus Tedeyev UKR Ucrânia                                |
| Sydney 2000 (detalhes)           | Murad Umakhanov RUS Rússia               | Serafim Barzakov BUL Bulgária        | Jang Jae-sung KOR Coreia do Sul                           |
| Atenas 2004 (detalhes)           | Yandro Quintana CUB Cuba                 | Masoud Mostafa-Jokar IRI Irã         | Kenji Inoue JPN Japão                                     |
| Pequim 2008 (detalhes)           | Mavlet Batirov RUS Rússia                | vago                                 | Morad Mohammadi IRI Irã Kenichi Yumoto JPN Japão          |
| Londres 2012 (detalhes)          | Toghrul Asgarov AZE Azerbaijão           | Besik Kudukhov RUS Rússia            | Coleman Scott USA Estados Unidos Yogeshwar Dutt IND Índia |

#### Peso meio-pesado
- –80 kg (1920)
- –87 kg (1924–1960)
- –97 kg (1964–1968)
- –90 kg (1972–1996)

| Evento                           | Ouro                                      | Prata                                | Bronze                                  |
| -------------------------------- | ----------------------------------------- | ------------------------------------ | --------------------------------------- |
| Antuérpia 1920 (detalhes)        | Anders Larsson SWE Suécia                 | Charles Courant SUI Suíça            | Walter Maurer USA Estados Unidos        |
| Paris 1924 (detalhes)            | Jack Spellman USA Estados Unidos          | Rudolf Svensson SWE Suécia           | Charles Courant SUI Suíça               |
| Amsterdã 1928 (detalhes)         | Thure Sjöstedt SWE Suécia                 | Arnold Bögli SUI Suíça               | Henri Lefèbre FRA França                |
| Los Angeles 1932 (detalhes)      | Peter Mehringer USA Estados Unidos        | Thure Sjöstedt SWE Suécia            | Eddie Scarf AUS Austrália               |
| Berlim 1936 (detalhes)           | Knut Fridell SWE Suécia                   | August Neo EST Estônia               | Erich Siebert GER Alemanha              |
| Londres 1948 (detalhes)          | Henry Wittenberg USA Estados Unidos       | Fritz Stöckli SUI Suíça              | Bengt Fahlqvist SWE Suécia              |
| Helsinque 1952 (detalhes)        | Viking Palm SWE Suécia                    | Henry Wittenberg USA Estados Unidos  | Adil Atan TUR Turquia                   |
| Melbourne 1956 (detalhes)        | Gholamreza Takhti IRI Irã                 | Boris Kulayev URS União Soviética    | Peter Blair USA Estados Unidos          |
| Roma 1960 (detalhes)             | İsmet Atlı TUR Turquia                    | Gholamreza Takhti IRI Irã            | Anatoly Albul URS União Soviética       |
| Tóquio 1964 (detalhes)           | Aleksandr Medved URS União Soviética      | Ahmet Ayık TUR Turquia               | Said Mustafov BUL Bulgária              |
| Cidade do México 1968 (detalhes) | Ahmet Ayık TUR Turquia                    | Shota Lomidze URS União Soviética    | József Csatári HUN Hungria              |
| Munique 1972 (detalhes)          | Ben Peterson USA Estados Unidos           | Gennadi Strakhov URS União Soviética | Károly Bajkó HUN Hungria                |
| Montreal 1976 (detalhes)         | Levan Tediashvili URS União Soviética     | Ben Peterson USA Estados Unidos      | Stelică Morcov ROU Romênia              |
| Moscou 1980 (detalhes)           | Sanasar Oganisyan URS União Soviética     | Uwe Neupert GDR Alemanha Oriental    | Aleksander Cichon POL Polônia           |
| Los Angeles 1984 (detalhes)      | Ed Banach USA Estados Unidos              | Akira Ota JPN Japão                  | Noel Loban GBR Grã-Bretanha             |
| Seul 1988 (detalhes)             | Makharbek Khadartsev URS União Soviética  | Akira Ota JPN Japão                  | Kim Tae-woo KOR Coreia do Sul           |
| Barcelona 1992 (detalhes)        | Makharbek Khadartsev EUN Equipa Unificada | Kenan Şimşek TUR Turquia             | Christopher Campbell USA Estados Unidos |
| Atlanta 1996 (detalhes)          | Rasoul Khadem IRI Irã                     | Makharbek Khadartsev RUS Rússia      | Eldar Kurtanidze GEO Geórgia            |